# Jenny Saville
Jenny Saville (Cambridge, 7 maggio 1970) è una pittrice inglese, membro del Young British Artists.

## Biografia
Jenny Saville è meglio nota per i suoi monumentali dipinti di corpi femminili. Per lei posa come modella l'attrice Loredana Bontempi.
Attualmente lavora e vive tra Londra e Palermo.

### Opere
- Rosetta 2, 2005-2006, su images.artnet.com.
- Stare, 2005 (JPG) [collegamento interrotto], su 4.bp.blogspot.com.
- Reverse, 2003 (JPG), su artesmagazine.com.
- Matrix, 1999 (JPG), su artnet.com.
- Fulcrum, 1999 (JPG) [collegamento interrotto], su earlham.edu.
- Hyphen, 1999 (JPG), su isabellespicer.blog.lemonde.fr. URL consultato il 3 settembre 2010 (archiviato dall'url originale il 30 maggio 2014).
- Closed Contact n°12, 1995-1996 (JPG), su robilantvoena.com. URL consultato il 3 settembre 2010 (archiviato dall'url originale il 31 dicembre 2014).
- Knead, 1995 (JPG), su delirios.no.sapo.pt. URL consultato il 3 settembre 2010 (archiviato dall'url originale il 22 marzo 2007).
- Strategy (South Face/Front Face/North Face), 1994 (JPG), su thestranger.com.
- Branded, 1992 (JPG), su albairate.blogolandia.it. URL consultato il 3 settembre 2010 (archiviato dall'url originale il 6 marzo 2016).

### Curiosità
- Le copertine degli album della band gallese Manic Street Preachers The Holy Bible e Journal for Plague Lovers raffigurano i dipinti Strategy (South Face/Front Face/North Face) del 1996 e Stare del 2005. In particolare la copertina di Journal for Plague Lovers che ritrae un bambino sfigurato è stata oggetto di controversie in Gran Bretagna: la catena di supermaket inglese Tesco ha censurato parzialmente la copertina nei propri centro commerciali perché considerata impressionante e disturbante per la clientela.[2]
- Il protagonista del romanzo La demolizione del Mammut di Giorgio Nisini è un appassionato cultore dei dipinti di Jenny Saville, che compaiono più volte nel corso della narrazione come oggetti carichi di oscuri e misteriosi significati.